# フランス社会主義労働者連盟

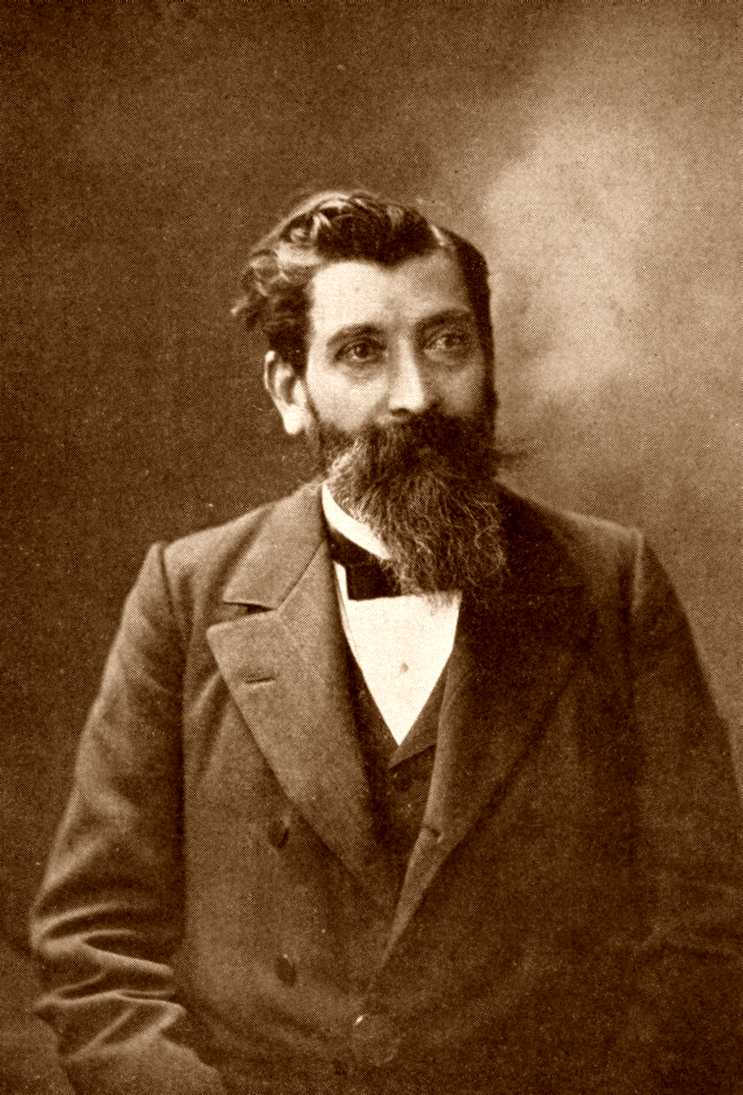
ポール・ブルス / POFから離党してFTSFを結成、ポシビリズムを標榜し党を指導した。

フランス社会主義労働者連盟（フランスしゃかいしゅぎろうどうしゃれんめい / フランス語: Fédération des Travailleurs Socialistes de France）は、1882年に結成され1902年まで存続したフランスの社会主義政党。略称は「FTSF」。

## 概要
現在のフランス社会党の源流となった政党の一つ。「フランス社会主義労働者同盟」「フランス社会主義勤労者同盟（連盟）」の訳語もある。

## 沿革
フランス社会主義労働者連盟（FTSF）は、ジュール・ゲードを中心にして1880年に結成された労働党（POF）から離党したポール・ブルスおよびジャン・アルマーヌによって1882年に結成された。彼らはゲードらPOF主流派の集産主義的革命主義に反対し、可能な限り漸進的社会改革を追求する、所謂「ポシビリズム」（可能主義）の路線を採った。
FTSFは、POF主流派の中央集権主義を批判して分権的な党組織を主張するとともに、資本主義の発展とともに独占資本が形成され、それが国家の介入を通じ公社化し集団所有へと移行することで社会主義が実現されると構想した（「公共サービス」理論）。この点、同時代のイギリス社会主義に見られる労働組合主義に類似するという評価もある。
1890年にはアルマーヌが離党して革命的社会主義労働党（POSR）を結成、1899年の社会主義者アレクサンドル・ミルランの入閣問題に際しては、入閣を支持する態度をとった。1902年、入閣支持で立場を同じくするPOSRおよびジャン・ジョレスら独立派（無所属系）社会主義者（SI / Socialistes Indépendants）と合同しフランス社会党（PSF）を結成した。